# PABPC3
PABPC3‏ (Poly(A) binding protein cytoplasmic 3) هوَ بروتين يُشَفر بواسطة جين PABPC3 في الإنسان.